# Thiacidas denotata
Thiacidas denotata är en fjärilsart som beskrevs av George Francis Hampson. Thiacidas denotata ingår i släktet Thiacidas och familjen nattflyn. Inga underarter finns listade i Catalogue of Life.